# Batalla de Bosra (634)
La batalla de Bosra fue una batalla librada entre junio y julio del 634 entre los árabes musulmanes del primer califato (Califato ortodoxo|califato los Rashidun) y el imperio bizantino por la posesión de Bosra, en Siria. La ciudad, entonces capital del reino de los gasánidas, un estado vasallo bizantino, fue la primera ciudad importante en ser capturada por las fuerzas islámicas. El asedio duró entre junio y julio del 634.

## Antecedentes
El gobernante persa Cosroes II aplastó una peligrosa rebelión dentro de su propio imperio, la de Bahram VI. Con posterioridad, enfocó sus energías hacia sus enemigos tradicionales bizantinos, con lo cual dio lugar a la Guerra bizantino-sasánida de 602-628. Durante unos pocos años, logró importantes éxitos. Entre 612 al 622, amplió las fronteras persas casi en la misma medida que estaban bajo el imperio aqueménida (550-330 a. C.), conquistó los estados occidentales como Egipto, Siria, Israel, Palestina y otros. 

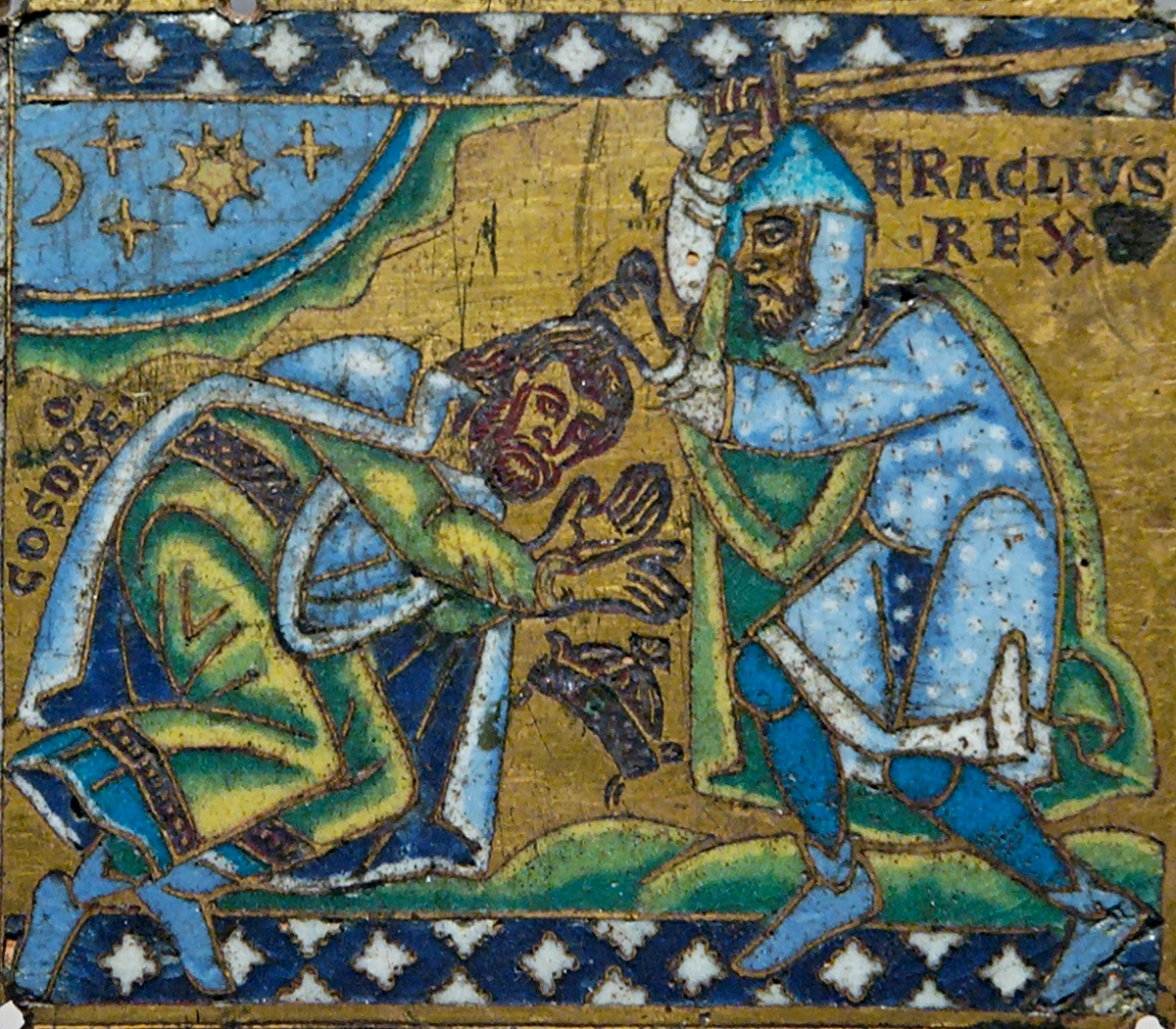
El emperador Heraclio sometiendo al rey sasánida Cosroes II.

Los bizantinos se reagruparon y retrocedieron en el año 622 bajo el gobierno del emperador Heraclio. Cosroes II fue derrotado en la batalla de Nínive en el 627, y los bizantinos recapturaron toda Siria y penetraron profundamente en las provincias persas de Mesopotamia. En el 629, el general de Cosroes, Sharvaraz firmó la paz, y la frontera entre los dos imperios volvió a ser la misma que era en el 602.
Pacificado el territorio después de las guerras Ridda que siguieron a la muerte de Mahoma, el califa Abu Bakr as-Siddiq —iniciador de los llamados cuatro califas ortodoxos— envió sus tres cuerpos de ejército de tres mil hombres cada uno, comandados por Amr ibn al-As, Xurahbil ibn Hasan y Yazid ibn Abu Sufyan, que recibieron la orden de capturar diferentes distritos de Siria al sur del río Yarmuk, y en caso de tener que reunirse debían hacerlo al mando de Amr ibn al-As.
El emperador, a Homs, envió un ejército a Cesarea Marítima, la principal fortaleza de Palestina, incluyendo una flota de apoyo, donde se reunió con las tropas locales, y se dirigieron al Golán, protegiendo el camino de Damasco a Egipto. Tras la conquista musulmana de la ciudad de Bosra, un espía de Xurahbil ibn Hasan volvió de Ajnadayn con noticias de la concentración de las fuerzas bizantinas en la ciudad, para conquistar una a una todas las villas tomadas por los musulmanes. En ese momento Yazid estaba todavía al sur del río Yarmuk, Amr ibn al-As en el valle de Arabá, y varios destacamentos de los cuerpos de Xurahbil y Abu Ubaidah ibn al-Jarrah, que llegaron de refuerzo, estaban repartidos por el distrito de Haurán.

## La batalla
Xurahbil ibn Hasan, con cuatro mil hombres puso sitio a Bosra, en la retaguardia bizantina, que contaba con doce mil defensores, que habían planteado batalla a los atacantes y los hacían retroceder pero la llegada de Jálid ibn al-Walid, al frente de mil quinientos hombres de caballería provocó que los bizantinos se retiraran a la ciudad, y al día siguiente, en un nuevo ataque de los defensores de la ciudad, los musulmanes vencieron, y Romanus, el gobernador de la ciudad, se convirtió al Islam.

## Consecuencias
Jálid ibn al-Walid puso sitio a Damasco pero al saber que el ejército bizantino se concentraba en Ajnadayn levantó el asedio, y escribió a todos los jefes para marchar al mismo tiempo y concentrarse en Ajnadayn, que habían tomar a Heracli si querían permanecer en Siria.
El ejército árabe de Jálid ibn al-Walid y Xurahbil ibn Hasan se reunió con las tropas de Abu Ubaidah ibn al-Jarrah, Yazid bin Abu Sufyan, y Amr ibn al-As, y tardaron una semana en concentrar su ejército en Ajnadayn. Consistía de 15.000 a 18.000 hombres, mientras que el ejército romano bizantino, de 8.000 a 9.000 hombres reclutados entre la población local. y derrotaron a los bizantinos, comandados por Teodoro, hermano del emperador Heraclio, y por un general llamado por los árabes Artabun, y los bizantinos aguantaron hasta que al-Walid envió las reservas, que pudieron romper las líneas bizantinas.
Los bizantinos se replegaron hacia Jerusalén, y los musulmanes no interponerse. Khalid al día siguiente por la mañana se dirigió a Damasco, y los musulmanes llegaron a tiempo para participar en un festival de los gasánidas, aliados de los bizantinos a la llanura de Marj ar-Ráhit, limpiando el camino a Damasco, que sitió y conquistó.